# Issak (manga)
Issak (イサック Isakku?) es una serie de manga japonesa escrita por Shinji Makari e ilustrada por Double-S. Ha sido serializada en la revista de Kodansha Gekkan Afternoon desde enero de 2017.

## Contenido de la obra

### Manga
Issak está escrita por Shinji Makari e ilustrada por Double-S. La serie comenzó en Monthly Afternoon deKodansha el 25 de enero de 2017. Kodansha ha recopilado sus capítulos en volúmenes tankōbon. El primer volumen se publicó el 21 de julio de 2017. Al 21 de julio de 2021, se han publicado once volúmenes. 
El manga tiene licencia en Francia por Ki-oon  y en España por Norma Editorial.